# Ouyombo
Ouyombo est une petite ville du Togo située dans la Préfecture de Bassar, dans la région de la Kara.

## Géographie
Ouyombo est situé à environ 55 km de Kara.

## Vie économique
- Marché paysan tous les mercredis
- Atelier de ferblanterie

## Lieux publics
- École primaire